# Dick Nanninga
Dirk "Dick" Jacobus Willem Nanninga (ur. 17 stycznia 1949 w Groningen, zm. 21 lipca 2015 w Maaseik) – holenderski piłkarz, występujący na pozycji napastnika.
Nanninga rozpoczął karierę w amatorskim klubie Oosterparkers Groningen. W maju 1973 trafił do BV Veendam. W maju 1974 za 35 000 guldenów przeszedł do Rody Kerkrade, z którą podpisał dwuletni kontrakt. W czerwcu 1982 trafił do Seiko Hongkong. W lipcu 1983 został zawodnikiem MVV Maastricht.
W latach 1978–1981 rozegrał 15 meczów i strzelił 6 goli w reprezentacji Holandii. Zdobył gola w finale rozgrywanych w Argentynie mistrzostw świata w 1978, w którym Holandia grała z reprezentacją gospodarzy. Nanninga zdobył gola na 1:1 w 82 minucie, co dawało w dalszym ciągu szansę Holendrom na zdobycie Pucharu Świata. W dogrywce do bramki Holendrów trafili jednak Mario Kempes i Daniel Bertoni, dzięki czemu Argentyna wywalczyła mistrzostwo świata.
Zmarł 21 lipca 2015 w Maaseik.
Był żonaty z Elly, z którą miał córki Petrę i Sandrę oraz syna Freddiego.

## Literatura dodatkowa
- Jan Mennega. Nanninga: afscheid van 'uitstervend soort spits'. „Nieuwsblad van het Noorden”, s. 29, 1986-08-02. (niderl.).